# دراگون بال (انیمه)

خوبه و

دراگون بال( به انگلیسی : Dragon Ball ) مجموعه تلویزیونی انیمه ژاپنی است که توسط استودیو توئی انیمیشن توسعه یافته است و اقتباسی از ۱۹۴ فصل نخست مجموعه مانگایی به همین نام اثر آکیرا توریاما به شمار می‌رود که بین سال‌های ۱۹۸۴ تا ۱۹۹۵ در هفته‌نامه شونن جامپ به چاپ می‌رسید. این مجموعه به تعداد ۱۵۳ قسمت از ۲۶ فوریه ۱۹۸۶ تا ۱۹ آوریل ۱۹۸۹ در شبکهٔ فوجی تلویژن پخش می‌شد. دنباله‌ای بر این مجموعه با عنوان دراگون بال زد که بر اساس ۳۲۵ فصل باقی‌مانده نسخه مانگا ساخته شده و بین سال‌های ۱۹۸۹ تا ۱۹۹۶ پخش شد. این انیمه سری های مختلفی دارد  اما دنباله ی که بیش از همه معتبر است، دراگون بال سوپر است.

## داستان

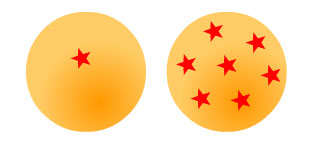
گوی های اژدها

این مجموعه با پسری جوان دم میمون نما به نام سان گوکو آغاز می شود که با یک دختر نوجوان به نام بولما آشنا می شود.

آنها با هم به یک ماجراجویی می روند تا هفت گوی سری اژدها ( دراگون بال ) را پیدا کنند ، که توانایی احضار اژدها قدرتمندی به نام شنرون را دارند ، که می تواند بزرگترین آرزوی هر کسی که را بر آورده کند.

این سفر منجر به رویارویی با خوکی در حال تغییر شکل به نام اوولونگ ، و همچنین یک راهزن صحرایی به نام یامچا و همراهش پوار می شود که بعدا متحد می شوند.
 چی چی ، که سان گوکو ناآگاهانه موافقت ازدواج با او را می کند.
 و امپراتور پیلاف ، یک جِن آبی که به دنبال گوی اژدها برای تحقق آرزوی خود برای فرمانروایی جهان است.
 بعد از اینکه اوولونگ پیلاف را از استفاده از گوی های اژدها با آرزوی داشتن یک جفت شورت متوقف کرد ، سان گوکو تحت آموزش های تمرینات سختی زیر نظر استاد روشی قرار گرفت تا بتواند در ( مسابقات تتکایچی بودوکای ، "قوی ترین زیر آسمان مسابقات هنرهای رزمی") که قدرتمندترین مبارز جهان را به خود جلب کند.

 یک راهبی به نام کریلین شریک آموزش و رقیب او می شود ، اما آنها به زودی تبدیل به بهترین دوستان می شوند. بعد از مسابقات ، سان گوکو به تنهایی اقدام به بازیابی گوی های اژدها می کند که پدربزرگ مرحومش او را ترک کرده و با یک سازمان تروریستی معروف به ارتش نوار قرمز می شود ، که رهبر آن ، فرمانده قرمز، می خواهد گوی های اژدها را جمع کند تا بتواند از آن استفاده کند قدش بلندتر شود. او تقریباً به تنهایی ارتش را شکست داد ، از جمله قاتل استخدام شده آنها مزدور تائو ، که او در ابتدا ازش شکست خورد اما پس از آموزش تحت نظر زاهد کارین ، به راحتی او را شکست می دهد.

همه آنها سه سال بعد در مسابقات تتکایچی بودوکای متحد می شوند و با رقیب استاد روشی و برادر تائو ، استاد شن ، و شاگردانش تین شن هان و چایتزو دیدار می کنند ، که قول می دهند انتقام دقیقی از مرگ ظاهری تائو به دست سان گوکو بگیرند.
 کریلین پس از مسابقات به قتل می رسد و سان گوکو پیگیری می کند و توسط قاتل او ، پادشاه پیکولو شکست می خورد.
 سامورایی چاقی به نام یاجروبی سان گوکو را به سوی کارین می برد ، جایی که وی بهبودی و تقویت نیرو را دریافت می کند. در همین حال ، پادشاه پیکولو استاد روشی و چایتزو را به قتل می رساند و از گوی های اژدها استفاده می کند تا قبل از از بین بردن شنرون ، جوانی ابدی به خود ببخشد که نتیجه آن نابودی گوی های اژدها است. چنان که  پادشاه پیکولو آماده نابودی شهر غربی به عنوان نمایش نیرویش است ، تین شن هان می رود تا با او مقابله کند ، اما شکست خورده و تقریباً کشته می شود. سان گوکو به موقع می رسد تا تین را نجات دهد و سپس با ایجاد کردن سوراخی در قفسه سینه ، پادشاه پیکولو را به قتل می رساند. با این حال ، درست قبل از مرگ او ، پیکولو فرزند آخر خود پیکولو جونیور را احضار می کند.
کارین به سان گوکو اطلاع می دهد که کامی ، خالق اصلی گوی های اژدها ، ممکن است بتواند شنرون را بازیابی کند تا سان گوکو بتواند آرزو کند دوستان کشته شده خود را به زندگی بازگرداند ، که او این کار را انجام می دهد. او همچنین برای مدت سه سال تحت نظر کامی تمرین کند ، او پس از سه سال دوباره( برای بار دیگر) با دوستان خود در مسابقات تتکایچی می پیوندد ، و همچنین چی چی نوجوان و دوباره مزدور تائو (دوبازه احیا شده) دیدار می کند.
پیکولو جونیور همچنین برای انتقام مرگ پدرش وارد مسابقات می شود‌ که منجر به نبرد نهایی بین او و سان گوکو شد.
پس از آنکه سان گوکو به سختی برنده مسابقه مبازه باپیکولو جونیور می شود ، او با چی چی محل مسابقه را ترک کرده  و با او  ازدواج می کنند، که منجر به رویدادهای  دراگون بال زد  می شود.

## پیوند بهبیرون
- وبگاه رسمی
- دراگون بال (انیمه) در انیمه نیوز نتورک